# Ernestine Friedrichsen

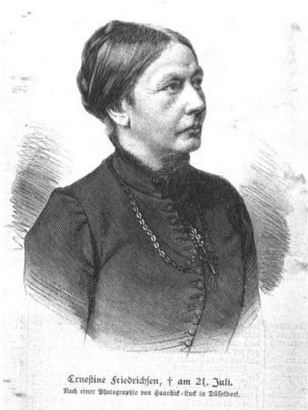
Ernestine Friedrichsen

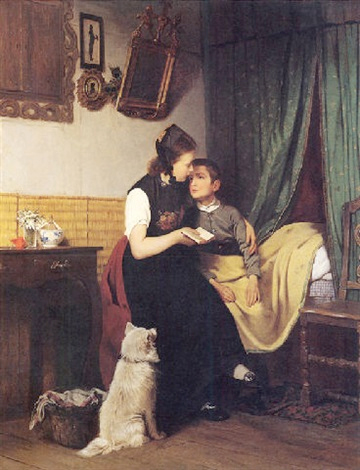
Die Geschichte, 1868

Ernestine Friedrichsen (* 29. Juni 1824 in Danzig; † 21. Juli 1892 in Düsseldorf) war eine deutsche Genremalerin.

## Leben
Ernestine Friedrichsen stammte aus Danzig. Über ihre ersten Lebensjahre ist bisher nicht bekannt. Ihren ersten privaten Kunstunterricht nahm sie bei der Düsseldorfer Malerin Marie Wiegmann im Porträtfach in den 1850er Jahren. Dann wurde sie eine Schülerin von Wilhelm Sohn und erlernte bei Rudolf Jordan die Genremalerei. Studienreisen unternahm sie nach Holstein, Bayern und den Masuren. Sie besuchte auch mehrfach Holland, Belgien, England und Italien, wo sie Anregungen für ihre Bilder fand. Besonders zog sie die masurische Landschaft und ihre Bewohner an. Auch die aufständischen Polen und die polnischen Juden bildeten Motive in ihrem Werk.
Erstmals wurde 1861 ihr Ölgemälde Hüttendorf wandernder polnischer Flößer an der Weichsel auf der Dresdner Akademischen Kunstausstellung gezeigt. Danach nahm sie an verschiedenen Kunstausstellungen des Kunstvereins für die Rheinlande und Westfalen teil. Ihr Atelier hatte sie von 1867 bis zu ihrem Tod im Haus Wehrhahn 9, im Jordanschen Haus. 1869 schuf sie eines ihrer gelungensten Porträts (Rudolf Jordan). Sie war Mitglied des 1867 gegründeten Vereins der Berliner Künstlerinnen. Kaiser Wilhelm kaufte 1884 ihr Bild Sommerlust. Ihre Werke waren auch außerhalb Deutschlands zu Sammlerobjekten geworden. Sie war auf Ausstellungen mit ihren Gemälden in Dresden, Berlin, München, Hamburg und Düsseldorf vertreten.

„Der Werth ihrer Bilder, namentlich der stimmungsvollen Bilder aus dem Leben der Masuren, polnischen Flößer u. a. besteht in der Feinheit der Empfindung, mit der die Künstlerin diese Vorwürfe aus dem Volksleben zu erfassen und wiederzugeben verstand, der Schlichtheit und Wahrheit des Ausdrucks und ihrer feinsinnigen malerischen Behandlung“

Nach ihrem Ableben 1892 entstand ein Holzstich mit ihrem Bildnis nach einer Porträtfotografie der Firma Haarstick-Luck in Düsseldorf.

## Ausstellungen (Auswahl)
- Kunstausstellung des Norddeutschen Gesamtvereins. März 1862 (Gemälde: Hüttendorf wandernder polnischer Flößer an der Weichsel.)[4]
- Katalog der von der Königl. Akademie der bildenden Künste in Dresden alljahrlich veranstalteten Kunst-Ausstellung 1867. Dresden 1867, S. 49[5]
- Internationale Kunst-Ausstellung veranstaltet vom Verein Berliner Künstler anlässlich seines fünfzigjährigen Bestehens, 1841–1891. Katalog. Verlag des Vereins Berliner Künstler, Berlin 1891, S. 17.[6]
- Verzeichniss der Werke lebender Künstler auf der LIV. Ausstellung der Königlichen Akademie der Künste im provisorischen Ausstellungsgebäude zu Berlin vom 29. August bis 31. October 1880. Königliche Akademie der Künste. Rud. Schuster, Berlin 1880, S. 18.[7]
- Internationale Kunst-Ausstellung veranstaltet vom Verein Berliner Künstler anlässlich seines fünfzigjährigen Bestehens, 1841–1891. Katalog. Verlag des Vereins Berliner Künstler, Berlin 1891. S. 17.[8]

## Werke (Auswahl)

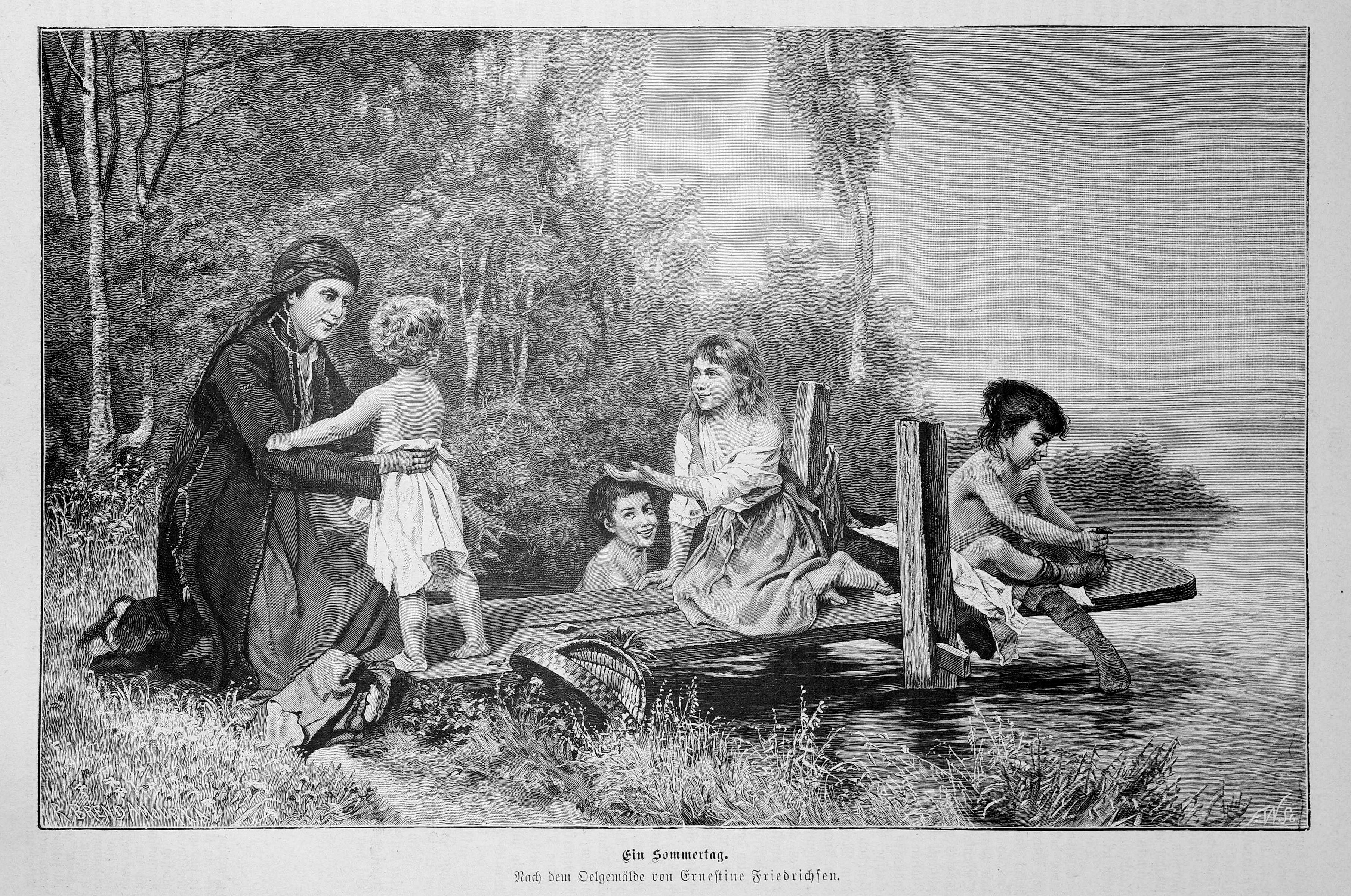
Ein Sommertag, Illustration nach einem Ölgemälde von Ernestine Friedrichsen in der Zeitschrift Die Gartenlaube, 1884

Jüdische Lumpensammler in Masuren, Holzstich von Richard Brend’amour nach Gemälde von Ernestine Friedrichsen, 1881

- Tagträumerei in der Gartenlaube (1860)[9]
- Hüttendorf wandernder polnischer Flößer an der Weichsel (1861)
- Das Försterhaus (1862)
- Polnische Flößer am Ufer der Weichsel (1863)[10]
- Stubeninterieur mit Großmutter und Enkel (1864)
- In der Genesung (1866)
- Polnische Bettelfrau[11]
- Die Freundin aus der Stadt[12]
- Sonntagsspaziergang einer Klosterschule[13]
- Die Geschichte (1868)
- Die Heimkehr der polnischen Arbeiter (1869)
- Polnische Flößer vor einem Kruzifix (1869)
- Eine polnische Landbriefträgerin[14]
- Vereinsamt[15]
- Porträt von Rudolf Jordan (1869)
- Familie eines Wandermusikanten im Gebet vor einem Wegkreuz (1869)
- Jüdische Lumpensammler in den Masuren (1870)[16]
- Die streitenden Lumpensammlerinnen (1871)
- Sonntagsspaziergang einer Klosterschule
- Polnische Insurgenten, in einen Keller geflüchtet[17]
- Vorbereitung zum Schabbes im Judenviertel zu Amsterdam (1872)
- Die Judengasse in Amsterdam (1872)
- Polnische Bettelkinder (1872)
- Besuch bei der Großmutter (1872)
- Langeweile – Jüdischer Antiquar (1873)
- Alte Kirche in Masuren[18]
- Polnische Spinnerin[19]
- Kinder in Rom zur Zeit des Karnevals[20]
- Jüdische Lumpensammler in Masuren (1879)
- Singende Kinder[21]
- Teppichflickerinnen in Amsterdam[22][23]
- Gänsehüterin[24]
- Zur Schule[25]
- Junge Jüdin und ein Alter an der Spitze eines Zuges Landverwiesener[26]
- Pfingstspiel in der Haide[27]